# Iano Imbeni
Iano Simão da Silva Imbeni, noto semplicemente come Iano (2 febbraio 1999), è un calciatore guineense, difensore del Penafiel.

## Carriera

### Club
Ha giocato nelle serie minori spagnole.

### Nazionale
Nel novembre 2020 viene convocato dal CT della nazionale guineense per il doppio impegno di qualificazione per il mondiale 2022 contro Guinea ed Sudan; il 15 novembre 2021 debutta giocando i minuti finali della sfida pareggiata 0-0 contro il Sudan.

## Statistiche
Statistiche aggiornate al 15 novembre 2021.

### Presenze e reti nei club
| Stagione        | Squadra         | Campionato      | Campionato | Campionato | Coppe nazionali | Coppe nazionali | Coppe nazionali | Coppe continentali | Coppe continentali | Coppe continentali | Altre coppe | Altre coppe | Altre coppe | Totale | Totale | Totale |
| Stagione        | Squadra         | Comp            | Pres       | Reti       | Comp            | Pres            | Reti            | Comp               | Pres               | Reti               | Comp        | Pres        | Reti        | Pres   | Reti   |        |
| --------------- | --------------- | --------------- | ---------- | ---------- | --------------- | --------------- | --------------- | ------------------ | ------------------ | ------------------ | ----------- | ----------- | ----------- | ------ | ------ | ------ |
| 2018-2019       | Limianos        | CdP             | 27         | 4          | CP              | 0               | 0               |                    | -                  | -                  |             | -           | -           | 27     | 4      |        |
| 2019-2020       | Montalegre      | CdP             | 20         | 2          | CP              | 0               | 0               |                    | -                  | -                  |             | -           | -           | 20     | 2      |        |
| 2020-2021       | Choco           | TD              | 28         | 4          | CR              | 0               | 0               |                    | -                  | -                  |             | -           | -           | 28     | 4      |        |
| 2021-2022       | Deportivo B     | TD              | 1          | 0          |                 | -               | -               |                    | -                  | -                  |             | -           | -           | 1      | 0      |        |
| Totale carriera | Totale carriera | Totale carriera | 76         | 10         |                 | 0               | 0               |                    | -                  | -                  |             | -           | -           | 76     | 10     |        |

### Cronologia presenze e reti in nazionale
| Cronologia completa delle presenze e delle reti in nazionale ― Guinea-Bissau | Cronologia completa delle presenze e delle reti in nazionale ― Guinea-Bissau | Cronologia completa delle presenze e delle reti in nazionale ― Guinea-Bissau | Cronologia completa delle presenze e delle reti in nazionale ― Guinea-Bissau | Cronologia completa delle presenze e delle reti in nazionale ― Guinea-Bissau | Cronologia completa delle presenze e delle reti in nazionale ― Guinea-Bissau | Cronologia completa delle presenze e delle reti in nazionale ― Guinea-Bissau | Cronologia completa delle presenze e delle reti in nazionale ― Guinea-Bissau |
| Data                                                                         | Città                                                                        | In casa                                                                      | Risultato                                                                    | Ospiti                                                                       | Competizione                                                                 | Reti                                                                         | Note                                                                         |
| ---------------------------------------------------------------------------- | ---------------------------------------------------------------------------- | ---------------------------------------------------------------------------- | ---------------------------------------------------------------------------- | ---------------------------------------------------------------------------- | ---------------------------------------------------------------------------- | ---------------------------------------------------------------------------- | ---------------------------------------------------------------------------- |
| 15-11-2021                                                                   | Marrakech                                                                    | Guinea-Bissau                                                                | 0 – 0                                                                        | Sudan                                                                        | Qual. Mondiali 2022                                                          | -                                                                            | 90’                                                                          |
| Totale                                                                       |                                                                              | Presenze                                                                     | 1                                                                            |                                                                              | Reti                                                                         | 0                                                                            |                                                                              |

## Palmarès

### Club

#### Competizioni nazionali
- Primera Federación: 1

Deportivo La Coruña: 2023-2024 (gruppo 1)